# Liste der Biografien/Shal
Liste der Biografien |
Portal Biografien |
Personensuche
# |
A |
B |
C |
D |
E |
F |
G |
H |
I |
J |
K |
L |
M |
N |
O |
P |
Q |
R |
S |
T |
U |
V |
W |
X |
Y |
Z |
?
 
Sa |
Sb |
Sc |
Sd |
Se |
Sf |
Sg |
Sh |
Si |
Sj |
Sk |
Sl |
Sm |
Sn |
So |
Sp |
Sq |
Sr |
Ss |
St |
Su |
Sv |
Sw |
Sy |
Sz
 
Sha |
Shc |
She |
Shh |
Shi |
Shk |
Shl |
Shm |
Shn |
Sho |
Shp |
Shr |
Sht |
Shu |
Shv |
Shw |
Shy
 
Shaa |
Shab |
Shac |
Shad |
Shae |
Shaf |
Shag |
Shah |
Shai |
Shaj |
Shak |
Shal |
Sham |
Shan |
Shao |
Shap |
Shaq |
Shar |
Shas |
Shat |
Shau |
Shav |
Shaw |
Shax |
Shay |
Shaz
Die Liste der Biografien führt alle Personen auf, die in der deutschsprachigen Wikipedia einen Artikel haben. Dieses ist eine Teilliste mit 43 Einträgen von Personen, deren Namen mit den Buchstaben „Shal“ beginnt.

## Shal

### Shala
- Shala, Andis (* 1988), deutscher Fußballspieler
- Shala, Drilon (* 1987), finnisch-kosovarischer Fußballspieler
- Shala, Herolind (* 1992), albanischer Fußballspieler
- Shala, Iris (* 1990), österreichische Schauspielerin und Model
- Shala, Jetmira Berdynaj, kosovarische Botschafterin
- Shala, Klodiana (* 1979), albanische Leichtathletin
- Shala, Kujtim (* 1964), jugoslawischer bzw. kroatischer Fußballspieler und -trainer
- Shala, Shyqyri (* 1965), albanischer Fußballspieler
- Shalabi, Sam (* 1964), kanadischer Gitarrist und Oudist
- Shalaev, Vladimir (* 1957), russisch-US-amerikanischer Physiker
- Shalala, Donna (* 1941), amerikanische Politikerin und Universitätspräsidentin

### Shald
- Shaldon, Stanley (1931–2013), britischer Arzt für Nierenerkrankungen

### Shale
- Shalen, Peter (* 1946), US-amerikanischer Mathematiker
- Shaler, Nathaniel (1841–1906), US-amerikanischer Geologe und Paläontologe
- Shalet, Diane (1935–2006), US-amerikanische Schauspielerin
- Shalev, Amichai (* 1973), israelischer Schriftsteller
- Shalev, Meir (1948–2023), israelischer Schriftsteller und Kolumnist
- Shalev, Zeruya (* 1959), israelische Schriftstellerin
- Shalev-Gerz, Esther (* 1948), litauisch-israelische Fotografin, Konzept- und Videokünstlerin

### Shalg
- Shalgham, Abdel Rahman (* 1949), libyscher Diplomat

### Shalh
- Shalhoub, Tony (* 1953), US-amerikanischer SchauspielerTony Shalhoub (* 1953)

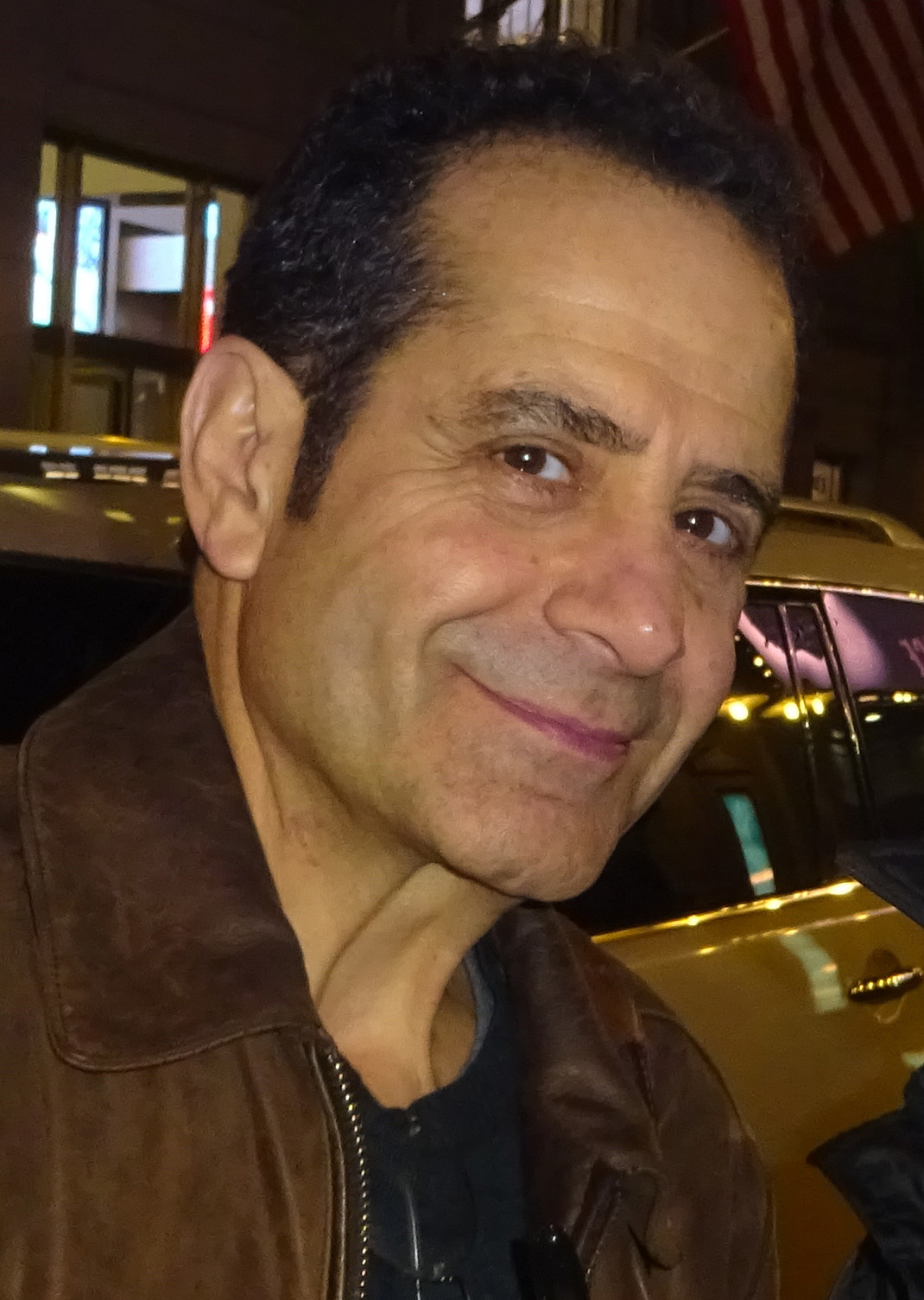
Tony Shalhoub (* 1953)

### Shali
- Shalicar, Arye Sharuz (* 1977), deutsch-israelischer Politologe und SchriftstellerArye Sharuz Shalicar (* 1977)
- Shalihotra, indischer Gelehrter

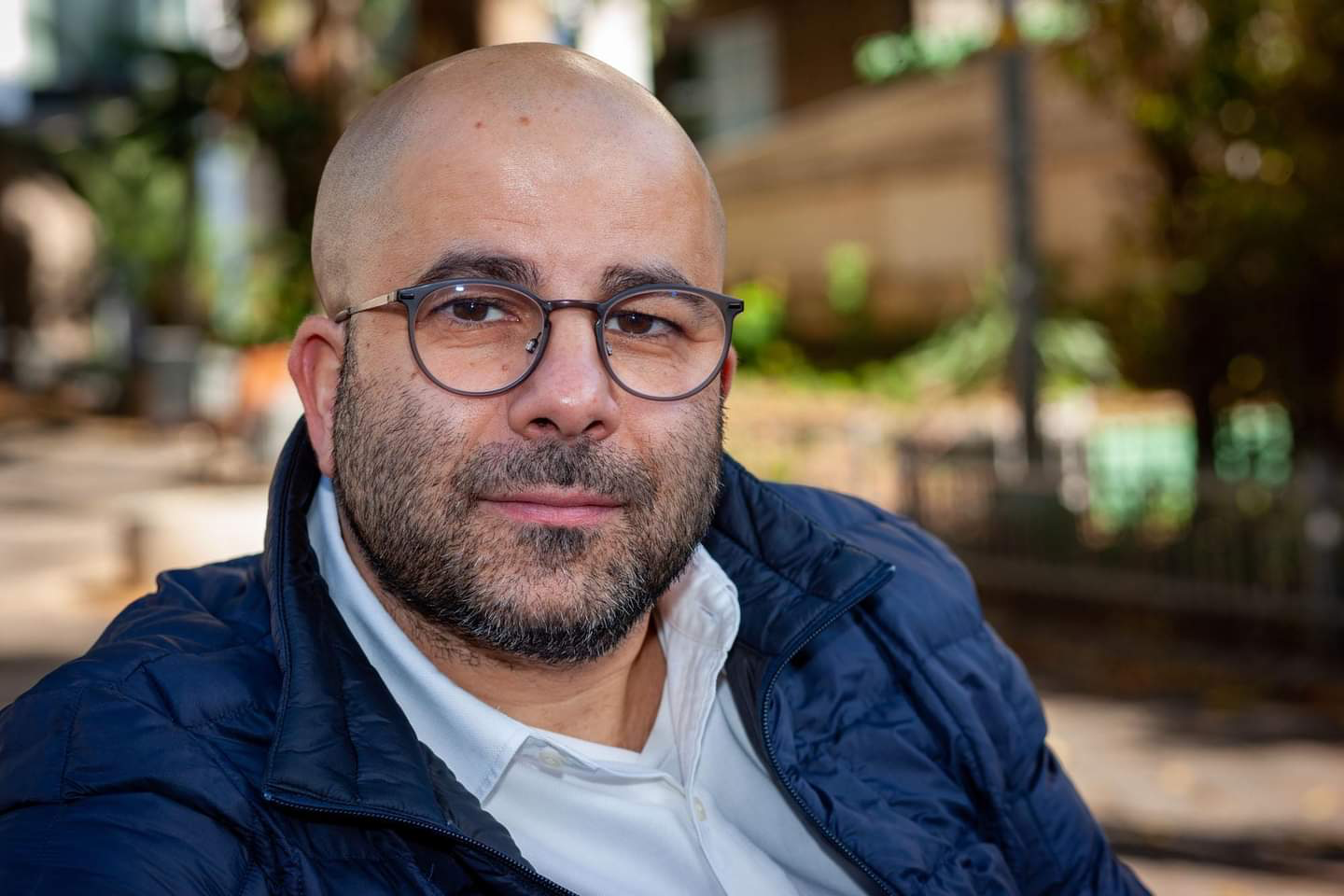
Arye Sharuz Shalicar (* 1977)

- Shalika, Joseph (1941–2010), US-amerikanischer Mathematiker
- Shalikashvili, John M. (1936–2011), US-amerikanischer General
- Shalit, Ehud de (* 1955), israelischer Mathematiker

### Shall
- Shall, Theo (1894–1955), deutscher Schauspieler
- Shallah, Ramadan (1958–2020), palästinensischer Mitbegründer des Islamischen Dschihad
- Shallat Chemel, Lee (* 1943), US-amerikanische Fernsehregisseurin und Fernsehproduzentin
- Shalleck, Alan (1929–2006), US-amerikanischer Drehbuchautor und Regisseur
- Shallenberger, Ashton C. (1862–1938), US-amerikanischer Politiker
- Shallenberger, Oliver B. (1860–1898), US-amerikanischer Ingenieur und Erfinder eines Wechselstromzählers
- Shallenberger, William Shadrack (1839–1914), US-amerikanischer Politiker
- Shallit, Jeffrey (* 1957), amerikanischer Mathematiker und Informatiker
- Shallon, David (1950–2000), israelischer Dirigent
- Shallow, Parvati (* 1982), US-amerikanische Boxerin

### Shaln
- Shalnev, Nikolai (* 1944), deutsch-ukrainischer Schachmeister

### Shalo
- Shalom, Ima, Ehefrau von Rabbi Elieser ben Hyrkanos
- Shalomzon, Shalom (1919–1975), israelischer Fußballspieler
- Shaloyan, Artyom (* 1976), armenisch-deutscher Gewichtheber

### Shalt
- Shaltiel, David (1903–1969), israelischer General, Diplomat

### Shalu
- Shalulile, Peter (* 1993), namibischer Fußballspieler

### Shalv
- Shalvi, Alice (1926–2023), israelische Anglistin, Hochschullehrerin für Englische Literatur und Feministin